# Pierre Étaix
Pierre Étaix, né le 23 novembre 1928 à Roanne (Loire) et mort le 14 octobre 2016, à Paris, est un cinéaste, acteur, clown, dessinateur, affichiste, magicien et dramaturge français.

## Biographie
Pierre Étaix est le fils d'Edmond Étaix (1904-1964), négociant en cuirs et de Berthe Tacher (1907-1987),.
Auteur, cinéaste, clown, dessinateur, affichiste, dramaturge, magicien, musicien et gagman, Pierre Etaix construit sa carrière essentiellement autour du comique, de la magie et des arts du cirque. Sa maîtrise de l'image, du son et du comique dans chacun de ses films, où les gags évoluent sans cesse, font de Pierre Étaix un des rares représentants du slapstick en France, comme Jerry Lewis, un des derniers représentants aux États-Unis.
Dessinateur et graphiste de formation, initié à l’art du vitrail par le maître Théo Hanssen, il s’établit à Paris où il vit d'illustrations, tout en se produisant dans les cabarets et music-halls, tels Le Cheval d'Or, Les Trois Baudets, l'ABC, l'Alhambra, Bobino et l'Olympia, ainsi qu'au cirque avec le clown Nino.
Il rencontre Jacques Tati en 1954 pour lequel il travaille comme dessinateur et gagman à la préparation de son film Mon oncle, puis comme assistant réalisateur sur le tournage  du film en 1958. Il réalise l'affiche du film, ainsi que celle de la ressortie des Vacances de Monsieur Hulot. Il se produit avec son numéro de music-hall, en 1960, dans le spectacle de Jacques Tati : Jour de fête à l'Olympia. Pierre Étaix s'inscrit dans le prolongement des grands maîtres du slapstick (cinéma comique du temps du muet) tels Buster Keaton, Harold Lloyd, Harry Langdon, Max Linder, Charlie Chaplin et Laurel et Hardy qu'il admire sans limite et auxquels il a rendu graphiquement de nombreux hommages.
Son apprentissage avec Jacques Tati de la construction comique proprement cinématographique le conduit assez naturellement à la réalisation de son premier court métrage Rupture, qu’il cosigne avec Jean-Claude Carrière. Au lendemain du tournage du film, Pierre Étaix présente à son producteur l'idée de son deuxième court métrage Heureux Anniversaire, également cosigné avec Jean-Claude Carrière. Le film obtient, entre autres, l'Oscar du meilleur court métrage en prises de vues réelles à Hollywood (Oscars 1963).
Il réalise son premier long métrage Le Soupirant en 1963, puis Yoyo en 1964, où il rend un vibrant hommage au monde du cirque qui le fascine depuis toujours. Il réalise ensuite deux autres longs métrages Tant qu'on a la santé (1965), Le Grand Amour (1968), tous co-écrits avec son ami, complice et partenaire le scénariste Jean-Claude Carrière,.
Durant l’été 1969, il réalise Pays de cocagne en 16 mm, film pour lequel il est honni par une grande part de la critique qui ne lui pardonne pas son triste constat de l'épanouissement de la société de consommation, au lendemain de mai 68. Le cinéaste fait à la fois preuve d'une ironie mordante et de tendresse à l'égard des personnes qu'il filme à l'occasion de la tournée du Podium d'Europe N°1 lors du Tour de France (cyclisme). Dès lors, il subit une longue traversée du désert cinématographique.
Devant la raréfaction des artistes de cirque français, Pierre Étaix prend la décision de fonder l’École nationale de cirque en 1973, avec Annie Fratellini (qu'il a épousée en 1969) et se produit durant les tournées de leur propre cirque. Il prend alors le rôle du clown blanc avec elle, après avoir longtemps joué l'Auguste (Yoyo).
Les sujets de films qui lui tiennent à cœur — quatre scénarios qu'il a écrits entre 1974 et 1986 : B.A.B.E.L, Aimez-vous les uns les autres ?, Nom de Dieu et Fôst — ne verront jamais le jour. Le projet du film B.A.B.E.L est refusé par un grand nombre de producteurs sollicités. Le coût du film et la désaffection du public pour Jerry Lewis — son ami et frère de cœur — qui devait jouer dans le film, sont les arguments invoqués par les producteurs et distributeurs qui ne pensent tirer aucun bénéfice d'une telle association. Malgré l’impossibilité de faire aboutir ses projets, il ne cesse de travailler.
En 1985, il signe sa première pièce de théâtre L'âge de monsieur est avancé, hommage à Sacha Guitry et à l'art du théâtre. On lui refuse cependant la mise en scène, que l’on confie à Jean Poiret. Devant le succès de la pièce, on lui demande l’adaptation télévisuelle en 1987. Il réalise le film et interprète le rôle principal avec pour partenaires Nicole Calfan et Jean Carmet. L'année suivante il répond à une commande de La Sept pour une soirée thématique sur Georges Méliès et réalise le court métrage en images de synthèse Méliès 88 : rêve d'artiste interprété par Christophe Malavoy, ainsi que le feuilleton Rapt de la série télévisée Souris noire qui obtient le FIPA d'argent.
En 1986, il propose à Coluche le rôle principal de son projet cinématographique Aimez-vous les uns les autres ? qui accepte aussitôt. Mais avec la disparition brutale de Coluche qui l'affecte douloureusement, il décide de tirer un trait définitif sur ce film alors en préparation.
En 1989, il se voit confier la réalisation du premier film de fiction en format Omnimax, J'écris dans l'espace pour La Géode ; commande qui lui est faite pour les célébrations du bicentenaire de la Révolution, autour d’un sujet imposé sur l'invention du télégraphe, dont il écrit le scénario avec Jean-Claude Carrière. Son intérêt pour le procédé - réservé jusque-là aux documentaires animaliers ou paysagers et à l'incontournable circuit des montagnes russes foraines - est motivé par cette nouvelle forme d'expression différant nettement du processus classique du cinéma, par le rapport qui est instauré entre le spectateur et l'image projetée. C’est avec ce dernier film que s'arrête la carrière cinématographique de Pierre Étaix.
Durant les années qui suivent, il réalise des affiches et des séries de dessins de commande pour diverses éditions.
En octobre 2009, c'est la consécration : le Festival Lumière à Lyon, qui s'est donné pour objectif principal la restauration de films ainsi que leur projection le temps du festival dans tout le Grand Lyon, crée une rétrospective Vive Pierre Etaix !.

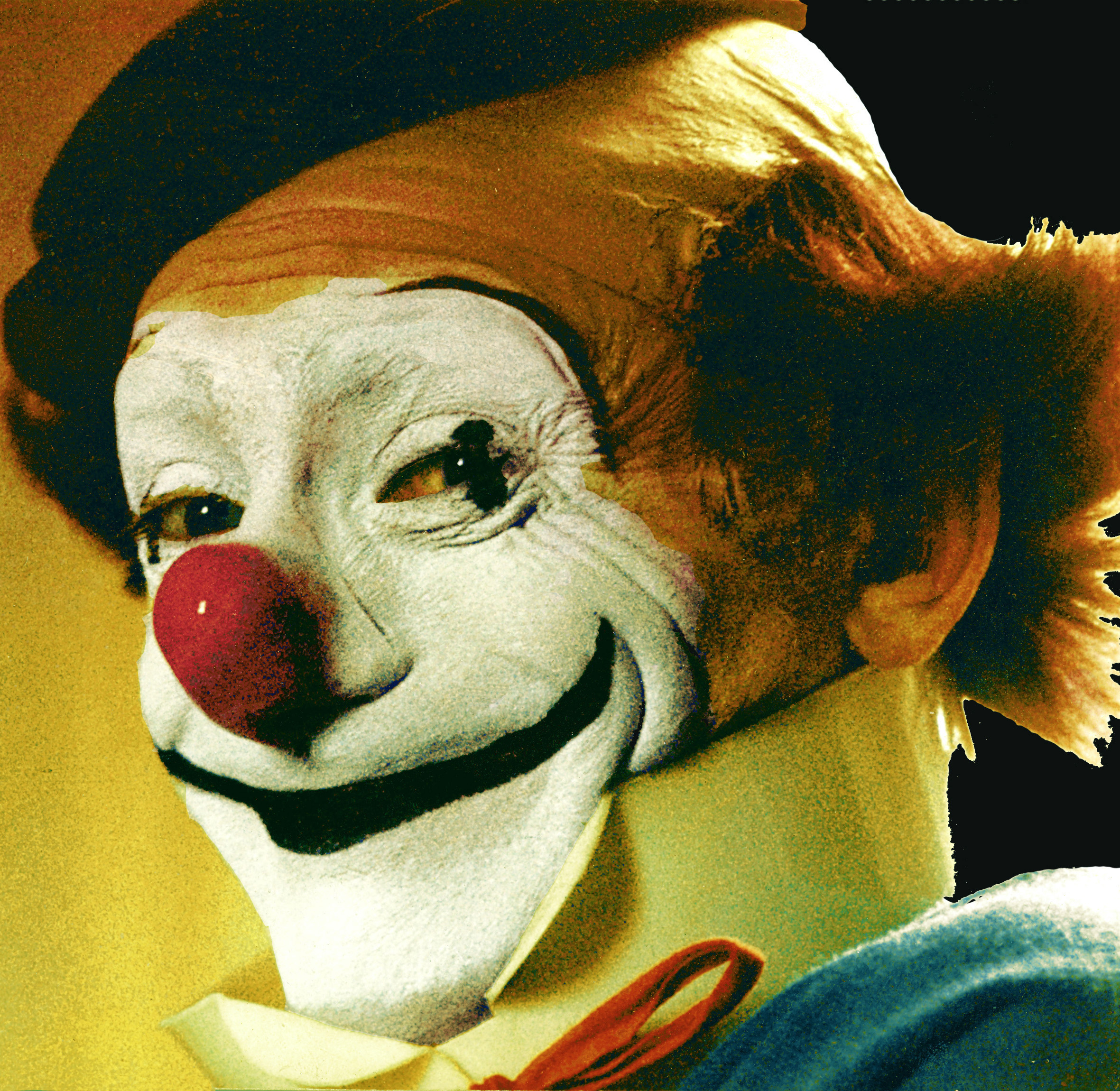
« Yoyo », Pierre Étaix, en 2012.

En janvier 2010, il remonte sur les planches, avec son nouveau spectacle de music-hall Miousik Papillon, où, alliant musique et slapstick, il réapparaît sous les traits de Yoyo, à Bordeaux d'abord, puis à Lausanne et en tournée en France.
En juin 2011, la revue Gruppen consacre une trentaine de pages à la publication d'une entrevue au cours de laquelle Pierre Étaix revient sur son parcours de clown et de cinéaste, et révèle l'envie intacte qui est la sienne de poursuivre son œuvre.
Le 16 novembre 2011, l'Academy of Motion Picture Arts and Sciences lui rend hommage à Los Angeles, lors de la soirée Pierre Étaix : The Laughter Returns.

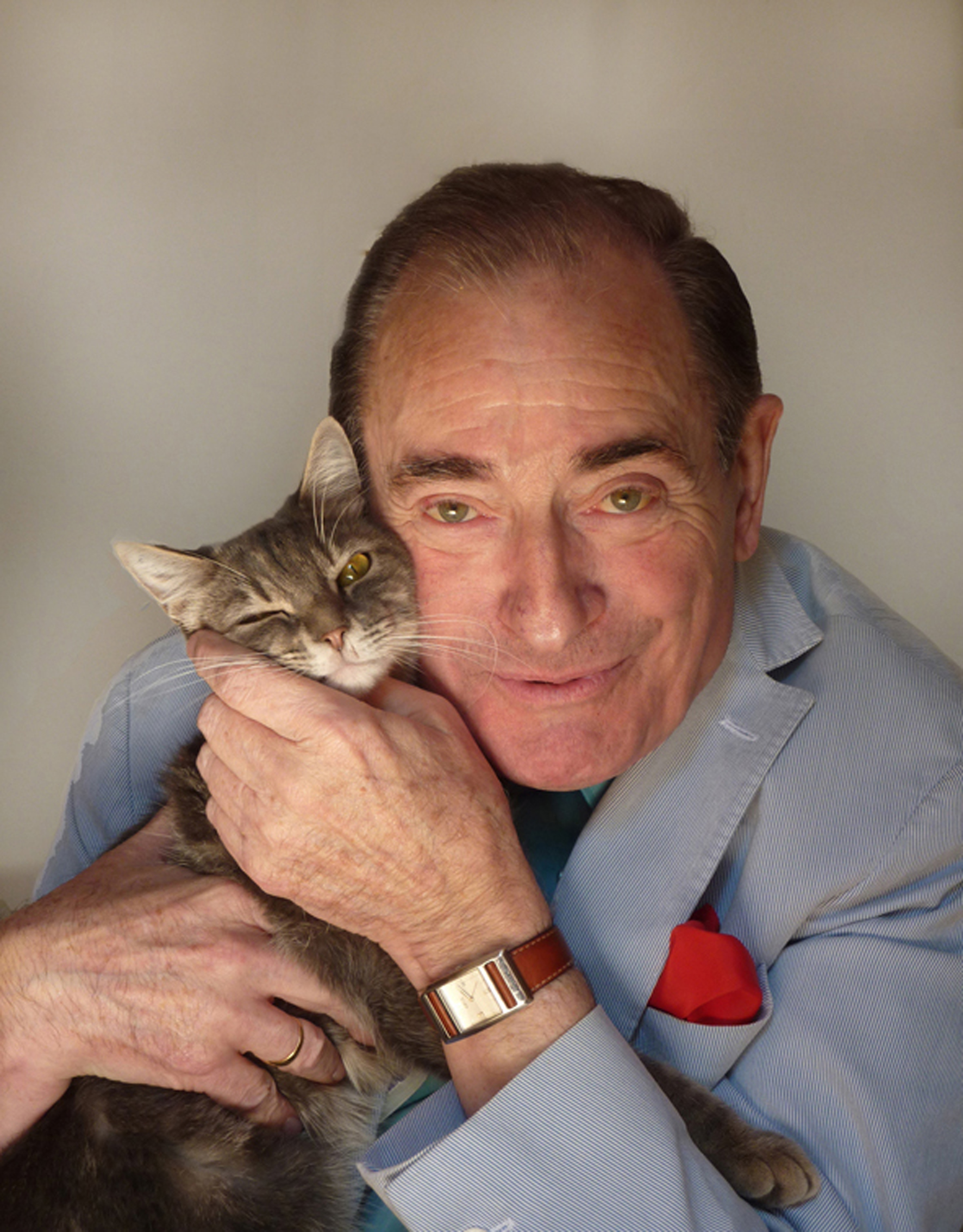
Pierre Étaix en 2010.

Le 29 janvier 2012, il reçoit, à l'issue du Slapstick Festival, le prix Aardman / Slapstick à Bristol, prix décerné chaque année pour « excellence exceptionnelle dans le domaine de la comédie visuelle ».
En octobre 2012, il reçoit le prix Jean-Mitry au Festival de Pordenone (Italie) et présente en novembre à New York la ressortie de l'intégrale de ses films au Film Forum qui reçoit un véritable succès auprès de la presse et du public. Ses films ressortent en salles aux États-Unis et au Canada et sont diffusés sur la chaîne Movie Classic. C'est la société américaine The Criterion Collection qui prend en charge la distribution de ses films en coffret DVD et Blu-ray pour les États-Unis ; elle prévoit de sortir un coffret de huit films (cinq longs métrages et trois courts métrages) en avril 2013.
Depuis la fin novembre 2012, il revient en piste sous le chapiteau du cirque Joseph Bouglione à Chatou, sous les traits de son personnage légendaire de Yoyo, pour faire-valoir Pieric, son ancien élève de l'école.
En janvier 2013, Pierre Étaix est promu au grade de commandeur de l'ordre des Arts et des Lettres, qu'il n'ira pas chercher, et en juin, il reçoit le grand prix de la SACD (Société des auteurs et compositeurs dramatiques) qui le récompense pour l'ensemble de sa carrière.
Fin septembre 2014, il remonte sur les planches pour un spectacle unique au théâtre Berthelot de Montreuil, aux côtés de Michel Fau, Nicole Calfan, le magicien Pierre Switon, les clowns Housch-Ma-Housch et Pieric.
Il reçoit en mars 2015 un trophée d'honneur pour l'ensemble de sa carrière lors de la cérémonie du 10e anniversaire des prix Henri-Langlois et Rencontres internationales du cinéma de patrimoine.
Son parcours est retracé sous forme d'abécédaire dans le recueil C'est ça, Pierre Étaix (Arte éditions / éditions Séguier), réalisé par son épouse Odile Étaix et son fils, Marc Étaix.
Il meurt des suites d'une infection intestinale le 14 octobre 2016 dans le 14e arrondissement de Paris à l'âge de 87 ans,,.
Les obsèques de Pierre Étaix ont eu lieu le 19 octobre 2016 en l'église Saint-Roch de Paris en présence notamment de Bernard Bilis, de Nicole Calfan, Jean-Claude Carrière, Costa-Gavras, Claude Lelouch, Gérard Majax, Christophe Malavoy, Mathilda May, Jean-Paul Rappeneau, Zinedine Soualem, Serge Toubiana, Pierre Triboulet, Hervé Vilard. Il est inhumé dans la plus stricte intimité au cimetière de Germigny-l'Evêque, dans la Seine-et-Marne.

## Cession de droits
L'ensemble des films de Pierre Étaix a fait l'objet d'un litige concernant leur exploitation. Toutefois, la Fondation Gan pour le cinéma restaure en 2007 Yoyo et le présente au Festival de Cannes dans la sélection Cannes Classiques.
Certains grands noms du septième art, tels que Jean-Luc Godard, Jean-Pierre Jeunet, Woody Allen et David Lynch se mobilisent en manifestant leur mécontentement. Un mouvement de soutien via une pétition en ligne circule alors sur l'internet.
En juin 2009, le tribunal de grande instance de Paris donne raison à Pierre Étaix et lui rend ses droits sur ces films, mettant un terme à un contentieux de cinq ans,. Gavroche Productions (la société qui estime détenir les droits des films de Pierre Étaix) décide de faire appel de la décision de justice, mais la cour d'appel confirme en 2010 le jugement de première instance. L'intégrale restaurée de l’œuvre de Pierre Étaix est à nouveau visible à partir de cette date.

## Filmographie

### Réalisateur

#### Longs métrages
- 1963 : Le Soupirant
- 1965 : Yoyo
- 1966 : Tant qu'on a la santé (version originale composée de quatre courts métrages : Tant qu'on a la santé, Nous n'irons plus au bois, Le Cinématographe et En pleine forme)
- 1969 : Le Grand Amour
- 1970 : Pays de cocagne
- 1971 : Tant qu'on a la santé (version au montage remanié, supprimant En pleine forme et le remplaçant par Insomnie)
- 1987 : L'âge de Monsieur est avancé
- 1989 : J'écris dans l'espace

#### Courts métrages
- 1961 : Rupture
- 1962 : Heureux Anniversaire
- 1963 : Insomnie
- 1987 : Souris noire : épisode Le Rapt (série télévisée)
- 1988 : Le cauchemar de Méliès / Méliès 88 : rêve d'artiste (téléfilm)
- 2010 : En pleine forme: (tourné en 1966, figure à l'origine dans le montage initial de la version de Tant qu'on a la santé distribuée en 1966)

### Scénariste

#### Longs métrages
- 1962 : Le Soupirant
- 1965 : Yoyo
- 1966 : Tant qu'on a la santé (version originale composée de 4 courts métrages : Tant qu'on a la santé, Nous n'irons plus au bois, Le Cinématographe et En pleine forme)
- 1969 : Le Grand Amour
- 1971 : Pays de cocagne
- 1971 : Tant qu'on a la santé (version au montage remanié, supprimant En pleine forme et le remplaçant par Insomnie)
- 1972 : Aujourd'hui à Paris (téléfilm) de Pierre Tchernia, écrit par Pierre Etaix et René Goscinny
- 1987 : L'Âge de monsieur est avancé
- 1989 : J'écris dans l'espace

#### Courts métrages
- 1961 : Rupture
- 1962 : Heureux Anniversaire
- 1963 : Insomnie
- 1987 : Souris noire : épisode Le Rapt (série télévisée)
- 1988 : Méliès 88 : rêve d'artiste (téléfilm)
- 2010 : En pleine forme : (tourné en 1966, figure à l'origine dans le montage initial de la version de Tant qu'on a la santé distribuée en 1966)

### Acteur

#### Cinéma
- 1958 : Mon oncle de Jacques Tati : divers petits rôles
- 1959 : Pickpocket de Robert Bresson : le second complice
- 1960 : Tire-au-flanc 62 de Claude de Givray : le chef de gare
- 1961 : Rupture de Pierre Etaix (court métrage) : l'homme qui reçoit une lettre de rupture
- 1962 : Une grosse tête de Claude de Givray
- 1962 : Le Pèlerinage de Jean L'Hôte (court métrage)
- 1962 : Heureux anniversaire de Pierre Etaix (court métrage) : le mari
- 1963 : Le Soupirant de Pierre Etaix : Pierre, le soupirant
- 1963 : Insomnie de Pierre Etaix (court métrage) : l'homme
- 1964 : Yoyo de Pierre Etaix : Yoyo / le millionnaire
- 1966 : Tant qu'on a la santé de Pierre Étaix : Pierre
- 1966 : Le Voleur de Louis Malle : le pickpocket
- 1968 : Le Grand Amour de Pierre Étaix : Pierre
- 1971 : Les Clowns de Federico Fellini : lui-même
- 1971 : En pleine forme de Pierre Etaix (court métrage)
- 1971 : Pays de Cocagne de Pierre Etaix : lui-même
- 1972 : Le Jour où le clown a pleuré (The Day the Clown Cried) de Jerry Lewis : Gustave le grand
- 1973 : Bel Ordure de Jean Marbœuf : le clown blanc
- 1975 : Sérieux comme le plaisir de Robert Benayoun : le garçon d'étage
- 1975 : Le Petit Théâtre de Jean Renoir, segment Le Dernier réveillon : le Clochard (doublure voix)
- 1978 : Noctuor de Philippe Arthuys et Jean Jourdan (court métrage)
- 1985 : Max mon amour de Nagisa Oshima : le détective
- 1987 : L'âge de monsieur est avancé de Pierre Étaix : l'auteur
- 1987 : Nuit docile de Guy Gilles : SOS Amor
- 1989 : Henry et June (Henry & June) de Philip Kaufman : l'ami d'Henry
- 2006 : Jardins en automne d'Otar Iosseliani
- 2008 : Lucifer et moi de Jacques Grand-Jouan : lui-même
- 2009 : Micmacs à tire-larigot de Jean-Pierre Jeunet : l'inventeur des histoires drôles
- 2010 : Chantrapas d'Otar Iosseliani : un producteur français
- 2011 : Le Havre d'Aki Kaurismäki : Docteur Becker
- 2015 : Chant d'hiver d' Otar Iosseliani : le marquis-clochard

#### Télévision
- 1970 :  Le Petit Théâtre de Jean Renoir, segment Le Dernier réveillon : le Clochard (doublure voix)
- 1980 : Cinéma 16, épisode Lundi d'Edmond Séchan (série télévisée) : la voyante
- 1983 : L'Étrange château du docteur Lerne de Jean-Daniel Verhaeghe (téléfilm) : Roland
- 1983 : La Métamorphose de Jean-Daniel Verhaeghe d'après Franz Kafka : le gérant
- 1984 : L'Aide-mémoire de Pierre Boutron (téléfilm)
- 1987 : Les Idiots de Jean-Daniel Verhaeghe (téléfilm) : le fonctionnaire
- 1989 : Bouvard et Pécuchet de Jean-Daniel Verhaeghe (téléfilm en 2 parties) : Maître Tardivel

## Théâtre
- 1972 : À quoi on joue ? de Pierre Étaix, théâtre Hébertot.
- 1983 : L'âge de Monsieur est avancé de Pierre Étaix, Comédie des Champs Élysées.
- 2010 : Miousik Papillon de Pierre Etaix, théâtre de Vidy.

## Distinctions

### Récompenses
- Rupture
  - Prix FIPRESCI (Mannheim), 1961.
  - Grand prix du Festival Oberhausen, 1961.
- Heureux Anniversaire
  - Grand prix du Festival Oberhausen, 1962.
  - Prix Simone-Dubreuilh (Mannheim), 1962.
  - Oscar du meilleur court métrage en prises de vues réelles (Oscars 1963).
  - British Academy Film Award du meilleur court métrage (BAFA 1963).
  - Mention spéciale à la Semaine Internationale des Films à Vienne 1963.
- Le Soupirant
  - Prix Louis-Delluc, 1963.
  - Prix du Film Comique (Moscou), 1963.
  - Grand prix du Festival International d’Acapulco, 1963.
- Yoyo
  - Grand prix de la Jeunesse au Festival de Cannes 1965.
  - Grand prix OCIC Festival International de Venise, 1965.
- Tant qu'on a la santé
  - Sirène d’argent au Festival international de Sorrente.
  - Concha d’argent au Festival international de Saint-Sébastien.
- Le Grand Amour
  - Grand prix du Cinéma français.
  - Prix OCIC du Festival de Cannes.
  - Prix d’interprétation au Festival international de Panama.
- Autres récompenses
  - Prix SACD pour son spectacle À quoi on joue ?, 1972.
  - Membre de l'Académie Alphonse-Allais.
  - FIPA d'argent pour Souris noire, 1987.
  - Médaille d'argent au Festival du Film de Telluride, 2011.
  - Prix Aardman/Slapstick au Slapstick Festival de Bristol, 2012.
  - Prix Jean-Mitry au Festival de Pordenone, 2012.
  - Grand prix de la SACD (Société des auteurs et compositeurs dramatiques), 2013.
  - Trophée d'honneur « pour l'ensemble de sa carrière », cérémonie du 10e anniversaire des prix Henri-Langlois & Rencontres internationales du cinéma de patrimoine, 2015.

### Décoration et honneur
- Commandeur de l'ordre des Arts et des Lettres[22] (janvier 2013[23]).
- Médaille d'honneur de la ville de Carcassonne (2011)[24].

## Publications

### Ouvrages
- Jean-Claude Carrière et Pierre Etaix (illustrations), Les Vacances de Monsieur Hulot, éditions Robert Laffont, 1958.
- Graham Greene, Hugh Greene et Pierre Etaix (illustrations de couverture), Manuel du parfait petit Espion, éditions Robert Laffont, 1958.
- Jean-Claude Carrière et Pierre Etaix (illustrations), Mon oncle, éditions Robert Laffont, 1959.
- Jean-Claude Carrière et Pierre Etaix (illustrations), Le Petit Napoléon illustré, éditions Robert Laffont, 1963.
- Pierre Etaix, Le Carton à chapeaux, éditions G. Salachas, 1981.
- Pierre Etaix, Dactylographismes, éditions G. Salachas, 1983.
- Pierre Etaix, Croquis de Jerry Lewis, éditions G. Salachas, 1983.
- Pierre Etaix, Vive la pub, éditions G. Salachas, 1984.
- Pierre Etaix, Stars Système, éditions G. Salachas, 1986.
- Jean-Claude Carrière et Pierre Étaix (illustrations), Les Mots et la chose, éditions Balland, 1991.
- Pierre Etaix et André François (illustrations), Je hais les pigeons, éditions Némo / Seuil Jeunesse, 1996.
- Guy Franquet et Pierre Etaix (illustrations), Le Cochon rose, éditions Mille et une nuits, 1997.
- Pierre Etaix, Les Hommes de..., Les Belles Lettres, 2001.
- Pierre Etaix, Karabistouilles, éditions du Seuil, 2001.
- Pierre Etaix, Critiquons la caméra, éditions Séguier, 2001.
- Pierre Etaix, Il faut appeler un clown, un clown, éditions Séguier, 2001.
- Claude de Calan et Pierre Etaix (illustrations), Le Clown et le savant, éditions Odile Jacob, 2004.
- Neil Sinyard (préface), Pierre Etaix et Jean-Claude Carrière (textes), Clowns au cinéma, éditions In Libris, 2004.
- Pierre Etaix, Etaix Pierre qui roule ménage sa monture, Le Cherche midi, 2005.
- Francis Ramirez et Christian Rolot, Etaix dessine Tati, éditions ARC, 2008.
- Pierre Etaix, Textes et texte Etaix, Le Cherche midi, 2009.
- Pierre Etaix, Textes et texte Etaix, édition augmentée, Le Cherche midi, 2012.
- Odile et Marc Etaix, C'est ça Pierre Etaix, Arte éditions / éditions Séguier, 2015.

### Articles
- Propos recueillis par Philippe Hamon, « Libre cours. Pierre Étaix : le cinéma est d'abord un divertissement », Téléciné no 146, Paris, Fédération des loisirs et culture cinématographique (FLECC), octobre 1968, p. 2-4,  (ISSN 0049-3287)
- Jean-Philippe Tessé, L'été d'Étaix - entretien avec Pierre Étaix, Cahiers du cinéma, no 657, juin 2010.
- Yannick Lemarié, Dictionnaire des objets au cinéma, éditions Dumane, 2017 : entretien avec Pierre Étaix, p. 189 sq.

Radio (France Culture): Les Mardis du cinéma: Pierre Étaix par Jean-Pierre Pagliano (29 décembre 1987). Avec la participation de Pierre Étaix, Jean Carmet, Nicole Calfan et Robert Benayoun.